# Juicio Slánský
El Juicio Slánský, también conocido como Juicios de Praga o Proceso de Praga (oficialmente Proces s vedením protistátního spikleneckého centra v čele s Rudolfem Slánským En Inglés: "Trial of the Leadership of the Anti-State Conspiracy Center Headed by Rudolf Slánský") fue un juicio farsa antisemita que tuvo lugar del 20 al 27 de noviembre de 1952 contra catorce miembros del Partido Comunista de Checoslovaquia (KSČ), incluidos muchos funcionarios de alto rango. Se anunciaron varios cargos, incluido el de alta traición, contra el grupo por presunta conspiración contra la República Socialista Checoslovaca. El secretario general de la KSČ Rudolf Slánský era el presunto líder de los conspiradores.
Los catorce acusados fueron declarados culpables de delitos que no cometieron. Once de ellos fueron condenados a muerte y ejecutados; los tres restantes, cadena perpetua. Esta purga política se inspira en las las que llevó a cabo Stalin de la década de 1930 en la Unión Soviética.

## Contexto histórico
Después de la Segunda Guerra Mundial, Checoslovaquia disfrutó inicialmente de una democracia limitada. Esto cambió con el golpe de Estado de febrero de 1948, llevado a cabo por el Partido Comunista de Checoslovaquia con respaldo de la Unión Soviética. Según el erudito en literatura Peter Steiner, el Estado comunista de partido único tuvo que encontrar o invocar enemigos imaginarios desde dentro para justificar su existencia; este fue el motivo de los juicios espectáculo.
En 1951, el presidente de la República y del Partido Comunista de Checoslovaquia (KSČ), Klement Gottwald, se enfrentó a serias dificultades: existía un fuerte descontento popular contra la escasez de todo tipo, incluidos los alimentos y la falta de libertad. También había una rivalidad subyacente con Rudolf Slánský, Secretario General del KSČ. Influía la presión de Stalin que "veía espías en todas partes" y exige que el KSČ lleve a cabo las mismas purgas que están teniendo lugar en la Unión Soviética y otros países del Este, con el fin de evitar un contagio yugoslavo. Después de la ruptura yugoslavo-soviética de 1948, se llevó a cabo una secuencia de juicios políticos de alto nivel contra presuntos elementos titístas e imperialistas occidentales en Bulgaria, Hungría y Albania, pero estos juicios no fueron abiertamente antisemitas.
La campaña anticosmopolita, una campaña antisemita apenas disfrazada en la Unión Soviética bajo Iósif Stalin, comenzó en el otoño de 1948. En el año anterior a la muerte de Stalin en 1953, comenzó a desarrollarse otra campaña soviética antisemita, el Complot de los médicos. Durante este período los líderes del Comité Antifascista Judío fueron asesinados y las purgas antisemitas se extendieron a otros países del Bloque del Este soviético.
Al organizar una purga que decapitó la dirección del Partido, al más puro estilo estalinista, Klement Gottwald persiguió varios objetivos a la vez: se deshace de un rival peligroso a quien Stalin podría haber usado contra él. El origen judío de 11 de los 14 acusados permite encontrar chivos expiatorios fáciles de denunciar –se trata de un complot sionista tramado por traficantes judíos– en un país con antisemitismo latente; Gottwald atacó a los veteranos de la guerra civil española, sospechosos de trotskismo; estos últimos, la mayoría de las veces, habían participado activamente en la resistencia antinazi, mientras que él mismo había permanecido refugiado en Moscú, lo que podría manchar su legitimidad revolucionaria; una nueva generación de militantes comunistas, que le debían todo, llegó al timón del Partido; finalmente, se justifica ante Stalin demostrando que puede atacar a un nivel muy alto sin perdonar a nadie: todos los condenados son miembros del Comité Central o del Politburó del KSČ, cuando no del gobierno checoslovaco.

## Arrestos e interrogatorios
El juicio (así como el posterior período de terror escenificado en Checoslovaquia) fue orquestado por los dirigentes de Moscú por asesores soviéticos que fueron invitados por Rudolf Slánský y Klement Gottwald, con la ayuda del personal de la Seguridad del Estado checoslovaco tras el juicio de László Rajk en Budapest (Hungría) en septiembre de 1949.

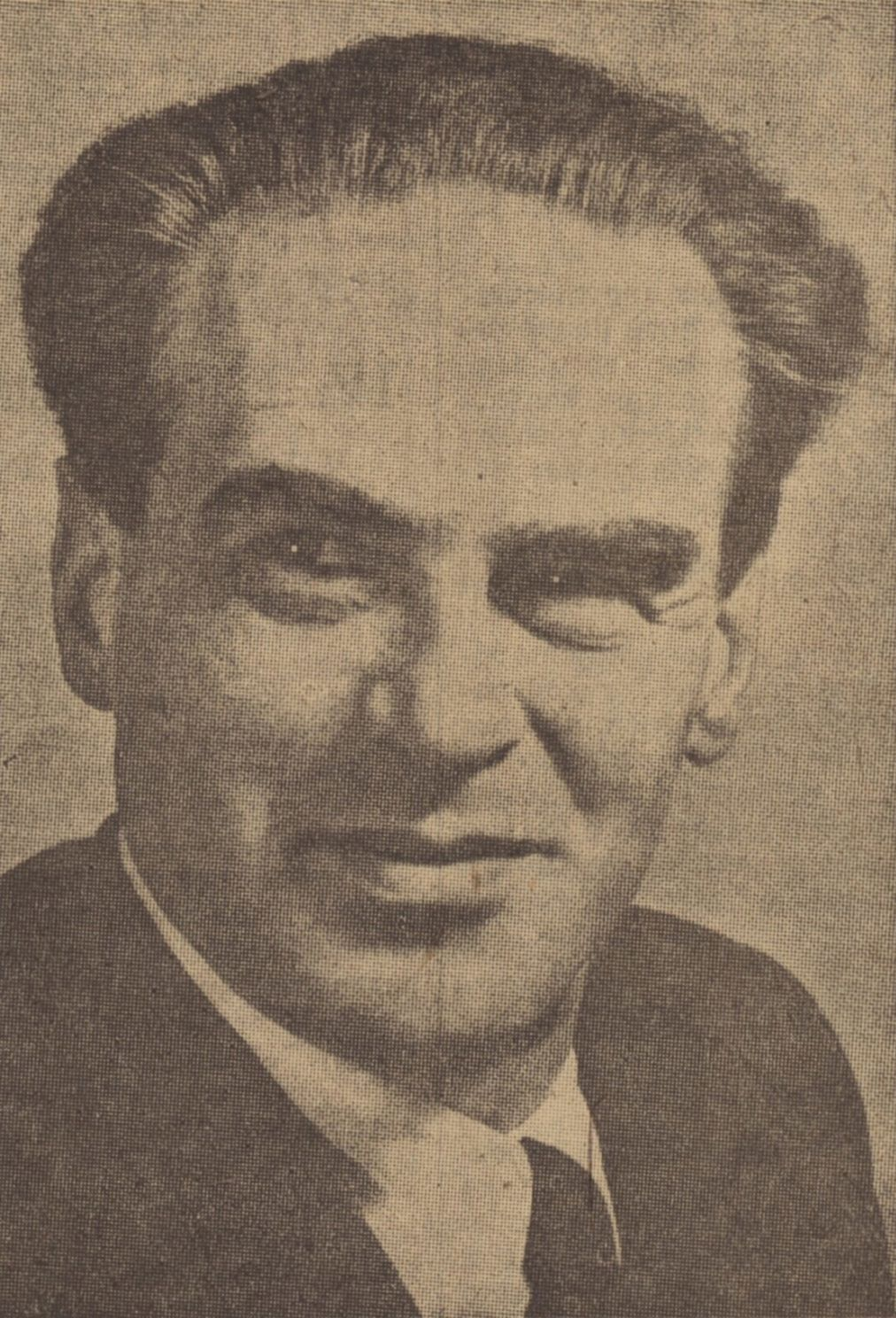
Rudolf Slánský

Klement Gottwald, presidente de Checoslovaquia y líder del Partido Comunista, temía ser purgado y decidió sacrificar a Slánský, antiguo colaborador y amigo personal, quien era el segundo al mando del partido. Los otros fueron elegidos para transmitir una clara amenaza a diferentes grupos en la burocracia estatal. Un par de ellos (Šváb, Reicin) eran sádicos brutales, convenientemente añadidos para un espectáculo más realista.
El primer detenido, Eugen Löbl, Viceministro de Comercio Exterior, fue encarcelado e interrogado ya en otoño de 1949. En octubre de 1950, le siguió Otto Šling, secretario del Partido Comunista de la República Checa en Brno. Los arrestos continuaron en 1951, en enero fueron arrestados el ministro de Relaciones Exteriores Vladimír Clementis y su adjunto Artur London, en febrero Karel Šváb, el Viceministro de Seguridad Nacional. La posición de Rudolf Slánský dentro del partido estuvo aparentemente segura durante mucho tiempo, y su 50 cumpleaños se celebró con gran pompa y honores oficiales en julio de 1951. Poco después, sin embargo, Slánský comenzó a ser objeto de ataques dentro de la dirección interna del partido por la vigilancia insuficiente y el progreso inconsistente en la lucha contra el enemigo interno. A principios de septiembre, después de una autocrítica forzada, fue despojado del cargo de secretario general (que fue abolido oficialmente) e instalado en el puesto inferior de vice primer ministro.
El 11 de noviembre de 1951 el colaborador de Stalin, Anastás Mikoyán, llegó a Praga de incógnito con instrucciones de Stalin de arrestar a Slánský de inmediato. Klement Gottwald, bajo la amenaza soviética de que él mismo se vería envuelto en la conspiración, dio su consentimiento en noviembre de 1951 al arresto de su amigo Slánský, secretario general del Comité Central del Partido Comunista de la República Checa.
Los asesores soviéticos, con la ayuda de la Seguridad del Estado, incluyeron en la "conspiración" una serie de personalidades: desde los estalinistas Šváb y Reicin, pasando por los comunistas moderados Clementis y Franco, hasta expertos profesionales no comprometidos como Margolius y Frejka, y finalmente Slánský, que fue responsable de la preparación de los juicios durante algún tiempo.
Después de meses de coerción física e interminables interrogatorios, los acusados se reunieron por primera vez en el Tribunal Estatal, cuyo juicio tuvo lugar en la sala principal de Praga en la prisión de Pankrác. El juicio se llevó a cabo del 20 al 27 de noviembre de 1952. El fiscal jefe era Josef Urválek. Fueron acusados de espionaje, trotskismo, titoísmo, conspiración contra la república y sabotaje, y fueron calificados de enemigos del pueblo checoslovaco y sionistas, traidores nacionalistas burgueses. Once de los catorce acusados fueron identificados como personas de origen judío. Clementis era un checo eslovaco, suabo y franco sin raíces judías. Todos los acusados tenían que memorizar sus declaraciones, que fueron escritas para ellos por sus interrogadores y ensayadas varias veces antes del juicio. El juicio tuvo una gran respuesta en Checoslovaquia; más de 8.500 peticiones apoyaron las sentencias, y la mayoría de ellas pedían la muerte de todos los acusados.
Slánský intentó suicidarse mientras estaba en prisión. A propósito de las teorías de conspiración de Los protocolos de los sabios de Sion, los fiscales afirmaron que se había llevado a cabo una cumbre "sionista-imperialista" en Washington D. C. en abril de 1947 con el presidente Harry S. Truman, subsecretario de estado Dean Acheson, extesorero asistieron el secretario Henry Morgenthau Jr., David Ben-Gurión y Moshe Sharret. La fiscalía acusó a los reos de actuar de acuerdo con el llamado "Plan Morgenthau" (que no debe confundirse con el Plan Morgenthau contemporáneo para la industria pesada alemana) para cometer espionaje y sabotaje contra Checoslovaquia favorable a Estados Unidos, a cambio del apoyo estadounidense a Israel. Checoslovaquia fue vista como especialmente prosionista debido a su apoyo armamentístico a Israel durante la Guerra de Palestina. En realidad, se sabía que la mayoría de los acusados eran fervientes antisionistas.

## Juicio
En noviembre de 1952, Slánský y otros 13 burócratas comunistas de alto rango (10 de los cuales eran judíos) fueron arrestados y acusados de ser titoístas y sionistas. Las víctimas de esta purga son:
- Rudolf Slánský, Secretario General del Partido Comunista de Checoslovaquia, condenado a muerte; ejecutado.

- Vladimír Clementis, ministro de Relaciones Exteriores, condenado a muerte; ejecutado.

- Otto Fischl, viceministro de Finanzas, condenado a muerte; ejecutado.

- Josef Frank, Secretario General Adjunto del KSČ, condenado a muerte; ejecutado.

- Ludvík Frejka, jefe del comité económico de la Cancillería del Presidente, condenado a muerte; ejecutado.

- Bedřich Geminder, jefe de la sección internacional del Secretariado del Partido, condenado a muerte; ejecutado.

- Vavro Hajdů, Viceministro de Relaciones Exteriores, condenado a cadena perpetua.

- Eugen Löbl, Viceministro de Asuntos Comerciales, condenado a cadena perpetua.

- Artur London, Viceministro de Asuntos Exteriores, condenado a cadena perpetua.

- Rudolf Margolius, Viceministro de Asuntos Comerciales, condenado a muerte; ejecutado.

- Bedřich Reicin, viceministro de Defensa Nacional, condenado a muerte; ejecutado

- Otto Katz, conocido como André Simone, director del periódico Rudé Pravo, condenado a muerte; ejecutado.

- Otto Šling, secretario regional del Partido, condenado a muerte; ejecutado

- Karel Šváb, viceministro de Seguridad del Estado, condenado a muerte; ejecutado.

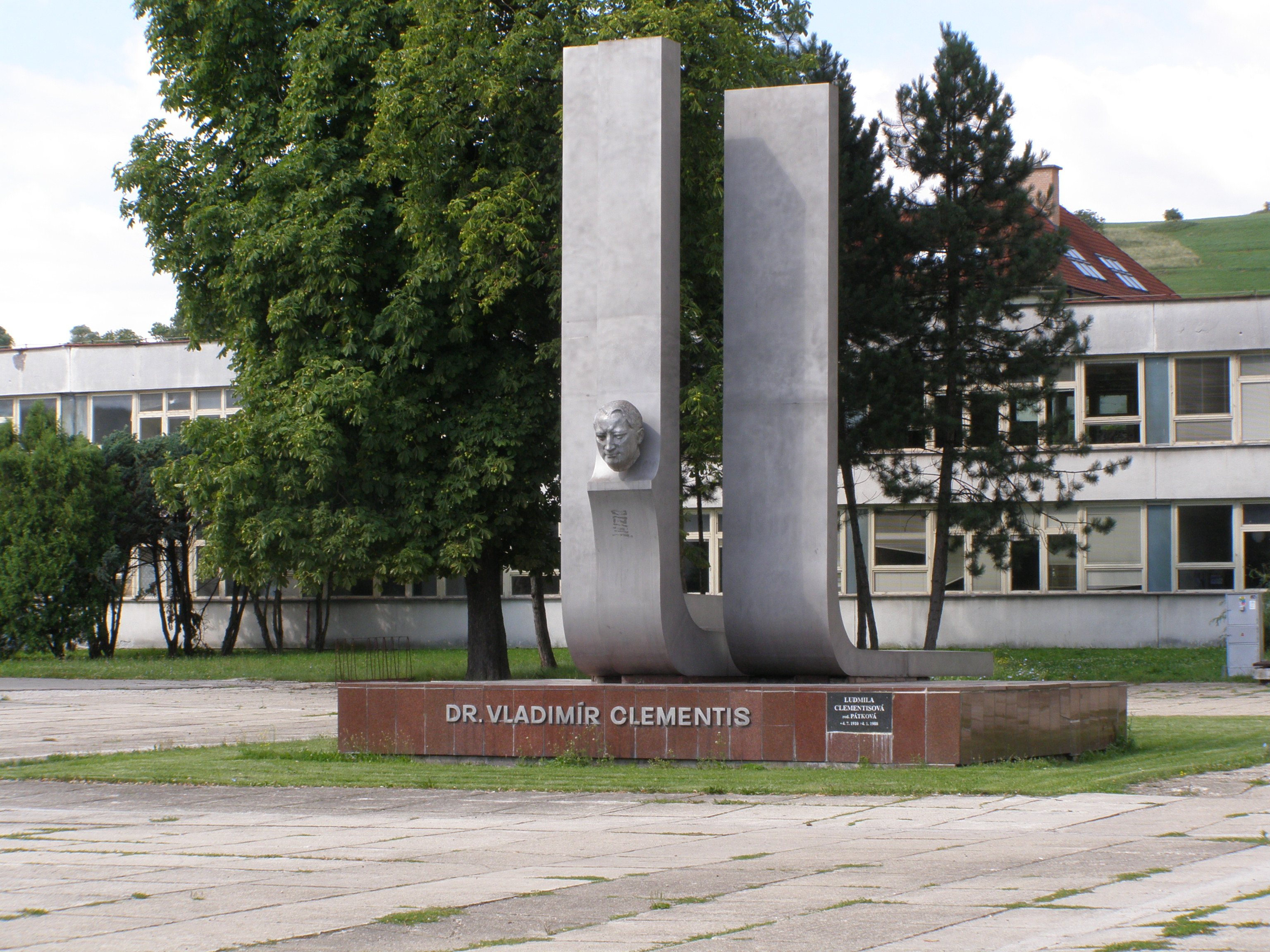
Busto de Clementis en Tisovec, Eslovaquia

El juicio duró ocho días. Muchos de los acusados admitieron su culpabilidad y pidieron la muerte. El último día del juicio, Rudolf Slánský, secretario general del KSČ, y otros miembros destacados del partido fueron declarados culpables. Gottwald se negó a perdonar a los condenados.  
Once, incluido Slánský, fueron ahorcados en la prisión de Pankrác en Praga el 3 diciembre. Los condenados a muerte fueron ahorcados y sus cuerpos incinerados. La camioneta que transportaba la ceniza fue bloqueada en la carretera por la nieve, y los ocupantes esparcieron las cenizas al borde de la carretera para aligerar la camioneta. Tres de ellos (Artur London, Eugen Löbl y Vavro Hajdů) fueron condenados a cadena perpetua. El fiscal del estado en el juicio en Praga fue Josef Urválek.
Gottwald sobrevivió a sus víctimas muy poco tiempo: de hecho, menos de cuatro meses después de las ejecuciones capitales, al regreso del funeral de Stalin, Gottwald, que había sufrido durante mucho tiempo de sífilis y de alcoholismo – hechos ocultos – fue víctima de un aneurisma de aorta y murió el 14 de marzo de 1953. Osvald Závodský, ministro de Seguridad del Estado, detenido en 1951, que salvó brevemente su vida acusando a sus camaradas y que, sin embargo, fue condenado a muerte en un juicio a puerta cerrada el 23 de diciembre de 1953 y fue ahorcado el 19 de marzo de 1954.

### Víctimas secundarias de las purgas
Además de las sentencias de muerte dictadas, todas las purgas del partido tuvieron sus víctimas "colaterales". Svatopluk Rada, un profesional de la minería y comisionado del gobierno para la minería estratégica de mineral de uranio, murió en circunstancias poco claras. Las esposas y los hijos de los condenados sufrieron daños económicos y sociales.

## Reacciones

### En Checoslovaquia
Un trabajador checo enviado para asistir al juicio informó que los acusados no mostraron ninguna emoción. Se preguntó por qué no temían por sus vidas. El 14 de diciembre de 1952, pocos días después de la ejecución, Zdeněk Nejedlý, ministro de Educación, negó los rumores de que las confesiones se hubieran obtenido mediante tortura o drogas. En cambio, los acusados admitieron sus crímenes por la abrumadora evidencia en su contra y por su vergüenza y culpa.  Muchos ciudadanos checoslovacos estaban a favor de medidas duras contra los supuestos traidores. El poeta checo Ivan Skála publicó en el periódico Rudé právo un artículo donde pedía "una muerte de perro para los perros" (en checo: Psovi psí smrt!).
Después de la muerte de Stalin y Gottwald en marzo de 1953, la dureza de las persecuciones disminuyó lentamente y las víctimas del juicio discretamente fueron amnistiados uno a uno, incluidos los que habían sobrevivido al Juicio de Praga. Más tarde, la historiografía oficial del Partido Comunista trató suavemente el juicio, culpando vagamente de errores que ocurrieron como resultado de un "culto a la personalidad ". Siguieron muchos otros juicios políticos, que enviaron a muchas víctimas inocentes a la cárcel y a trabajos forzados en las minas de uranio y campos de trabajo de Jáchymov. (Véase Prisioneros políticos.eu.)
La transcripción completa del juicio se publicó en 1953; Steiner lo describió como "un libro absolutamente indigesto, repleto de tantos nombres, fechas y detalles que me costó mucho terminarlo y recordar todos los detalles".

### Internacionales
Raphael Lemkin consideró el juicio como un ejemplo de muerte judicial y, junto con la fabricación de pruebas para afirmar que los médicos judíos estaban conspirando para matar a los funcionarios soviéticos (el falso complot de los médicos), un posible precursor del genocidio de judíos en el bloque soviético. Pidió a las Naciones Unidas que iniciara una investigación sobre el presunto genocidio de judíos en el bloque soviético. En Commentary, Peter Meyer escribió que "el juicio de Praga, con su espeluznante historia de una 'conspiración sionista', recordó la leyenda inventada por los zares y popularizada por los nazis de la leyenda de los Sabios de Sion".
David Ben-Gurión, después del juicio del Complot de los médicos y el juicio de Slánský, consideró reprimir al  Maki, el partido comunista israelí. En discusiones internas, Ben-Gurion sugirió que estaría a favor de esto incluso hasta el punto de llevar a los activistas comunistas a campos de concentración, aunque habló de esto como una respuesta potencial en lugar de una necesidad inminente. "Si hay una necesidad de construir campamentos, lo haremos. Si hay necesidad de disparar, dispararemos. Ya hemos pasado por momentos en los que era necesario dispararle a la gente, gente que estaba aún más cerca de nosotros". Este último comentario se refería a un momento anterior en la historia reciente de Israel en el que primero advirtió y luego aprobó disparar contra el grupo paramilitar de derecha Irgún. La mayoría del gabinete se opuso a la opinión de Ben-Gurion, incluidos Golda Meir y Pinhas Lavon. Lavon objetó en la discusión que un intento de detener a miembros de Maki llevaría a una mayor, no menor, influencia del partido. El gabinete, en una votación de 13 a 7, votó a favor de una propuesta alternativa que permitía "el empleo de todos los medios a disposición del gobierno, en el marco de la ley existente y de las leyes aún por aprobar, para negarle a Maki la oportunidad de ejercer la actividad pública, sin declararla una organización al margen de la ley”.
La defensa de los espías soviéticos judíos estadounidenses Julius y Ethel Rosenberg se dio en noviembre y diciembre de 1952 y fue organizada por el Partido Comunista de la Unión Soviética, lo cual se confirmó con la publicación de los documentos del KGB obtenidos por Alexander Vassiliev en 2011. Los defensores de la clemencia argumentaron que los Rosenberg eran en realidad "inocentes activistas judíos por la paz". Según el historiador estadounidense Ronald Radosh, el objetivo de la Unión Soviética era "desviar la atención del mundo de la sórdida ejecución de los inocentes acusados del juicio de Slánský en Praga".

## Rehabilitación y honores
En 1963, todos los acusados fueron rehabilitados en secreto por el secreto partidista y judicial. No fue hasta 1968 que el público checoslovaco fue informado sobre estos hechos con más detalle. El 30 de abril de 1968, el presidente Ludvík Svoboda otorgó a algunos de los convictos una orden o condecoración:
- Vladimír Clementis, Héroe de la República Socialista Checoslovaca, in memoriam

- Josef Frank, Héroe de la República Socialista Checoslovaca, in memoriam

- Ludvík Frejka, Orden de la República, in memoriam

- Vavro Hajdů, Orden de la República

- Artur London, Orden de la República

- Rudolf Margolius, Orden de la República, in memoriam

- André Simone, Orden de la República, in memoriam

- Bedřich Geminder, Orden del Trabajo, in memoriam

- Eugen Löbl, Orden del Trabajo

## Interpretaciones modernas
Martin Wein observó que, aunque Slánský no era culpable de los cargos que se vio obligado a admitir, era culpable de asesinato en masa como funcionario de alto nivel del gobierno comunista. En opinión de Wein, debido a que todos los acusados (excepto Simone y Margolius) ocupaban altos cargos en el régimen comunista checoslovaco, tenían responsabilidad de mando por los crímenes cometidos por este. Wein comentó además que los tres acusados indultados procedían de un entorno de clase alta, mientras que todos los acusados de clase media y clase trabajadora fueron ejecutados. Él plantea la hipótesis de que esto se debió a que, si una persona de clase alta era un traidor al Partido Comunista, no era un traidor a su clase. Según Stephen Norwood, el juicio de Slánský fue "la ilustración más clara hasta ahora del antisemitismo patrocinado por el estado en el bloque soviético" y "una versión secularizada del antisemitismo racializado de la Inquisición española, porque insistía en que el origen judío era un origen indeleble, defecto que pasaría a todos los descendientes (similar a la culpa del deicidio judío).

## En la cultura

### En la literatura
El juicio de Slánský es un elemento clave del libro Bajo una estrella cruel. Es un libro de memorias de Heda Margolius Kovály. El libro sigue la vida de una mujer judía, comenzando con su fuga de un campo de concentración durante la Segunda Guerra Mundial, hasta su salida de Checoslovaquia después de la invasión de los países del Pacto de Varsovia en 1968. El esposo de Kovály, Rudolf Margolius, otro sobreviviente del Holocausto, fue uno de los 11 hombres ejecutados durante el juicio de Slánský.
Hay información más completa disponible en un libro más reciente: Hitler, Stalin and I, una entrevista de Heda Margolius Kovály por Helena Třeštíková publicada en 2018. Wein criticó la imagen positiva de Margolius en el libro de Kovály y en otros medios (Igor Lukes lo describió como "un hombre limpio en una época sucia"), que sintió que restaba importancia a la complicidad de Margolius con el régimen estalinista. David Hertl, por otro lado, enfatizó el misterio de la inclusión de Rudolf Margolius en el juicio en su reciente programa de entrevistas en checo. El ahorcado más joven en el juicio con el Grupo Slánský fue Rudolf Margolius. Pero por qué él, es un misterio para los historiadores. (Nejmladším oběšeným v procesu se skupinou Slánského byl Rudolf Margolius. Proč zrovna on, je ale pro historiky záhadou.) transmitido en Czech Radio Plus, 1 de diciembre de 2022. Artur London, uno de los supervivientes del juicio, finalmente se trasladó a Francia, donde publicó sus memorias. Su libro (en francés), llamado L'Aveu ("La confesión"),  es la fuente más importante sobre el juicio.

### En el cine

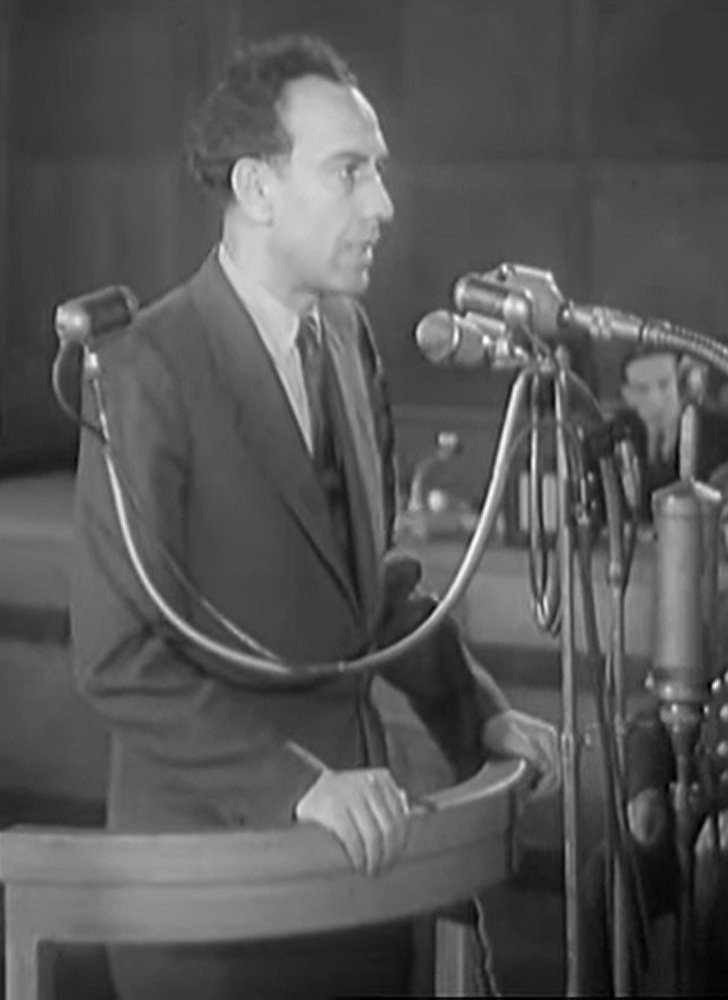
Artur London

Una versión cinematográfica  del juicio, basada en el libro antes citado de London es L'Aveu (La Confesión) (1970), dirigida por Costa-Gavras, con guion de Jorge Semprún y protagonizada por Yves Montand y Simone Signoret. El juicio Slánský es el tema del documental Un juicio en Praga, dirigido por Zuzana Justman (2000, 83 min).
El 22 de marzo de 2018, se anunció que unos administradores concursales descubrieron 8,5 horas de metraje original del juicio en una fábrica cerca de Praga. La película sufrió graves daños y se espera que la restauración se prolongue varios años, a cargo del Ministerio de Cultura.
Le Procès – Praga 1952, un documental francés de 1 hora y 10 minutos de Ruth Zylberman para ARTE France & Pernel Media se estrenó en el Festival Internacional de Documentales FIPADOC, Biarritz, Francia, el 18 de enero de 2022. El nuevo documental, realizado a partir de los archivos fílmicos y sonoros del juicio de Slánský encontrados por casualidad en 2018 en un almacén en las afueras de Praga, sirvió de punto de partida de la película. El director cuenta el juicio a través de los descendientes de tres de los condenados: la hija y el nieto de Rudolf Slánský, el hijo y la nieta de Rudolf Margolius, ambos ejecutados tras el juicio, y los tres hijos de Artur London, condenado a cadena perpetua.